# Associations lacaniennes de psychanalyse (France)
De nombreuses sociétés de psychanalyse d'orientation lacanienne se créent en France, à  partir de 1980, date de dissolution de l'École freudienne de Paris. D'autres associations lacaniennes ont une origine indépendante plus récente.

## Historique
Plusieurs membres de la Société psychanalytique de Paris annoncent leur démission, lors de l'assemblée générale extraordinaire, réunie le 16 juin 1953. Il s'agit de Juliette Favez-Boutonier, Daniel Lagache et Françoise Dolto, auxquels se joint Blanche Reverchon-Jouve, signataire de leur manifeste, puis Jacques Lacan, présent dans la salle, et fondent la Société française de psychanalyse, dont Juliette Favez-Boutonier devient présidente.
La Société française de psychanalyse n'est pas reconnue par l'Association psychanalytique internationale (API), du fait de désaccords liés à la formation, au cadre analytique, et notamment aux « séances courtes », prônées par Lacan, et à la place prépondérante de celui-ci. L'association internationale exige le départ de Lacan préalablement à toute reconnaissance. Cette situation aboutit à une nouvelle scission, au sein de la Société française de psychanalyse cette fois, en 1964. Une nouvelle société, d'abord connue sous l'intitulé de « Groupe d’études et de recherches freudiennes », puis instituée en 1964 sous son nom actuel d'Association psychanalytique de France, se constitue, et demande son rattachement à l'Association psychanalytique internationale, qu'elle obtient, sans désormais revendiquer une allégeance lacanienne.
Les opposants à ce ralliement à l'association internationale se réunissent quant à eux dans le « Groupe d’études de la psychanalyse », puis ils rejoignent l'École freudienne de Paris fondée par Jacques Lacan en 1964, en remplacement de Société française de psychanalyse. La psychanalyse est représentée en France par trois écoles de psychanalyse, la Société psychanalytique de Paris, l'Association psychanalytique de France, toutes les deux non lacaniennes, et l'École freudienne de Paris, d'obédience lacanienne, jusqu'en 1969, où une quatrième association, le Quatrième Groupe, association non lacanienne, les rejoint.
La dissolution de l'École freudienne de Paris, en 1980, fragmente à nouveau l'univers lacanien, qui continue à essaimer en de nouvelles associations lacaniennes. Un certain nombre de ces associations et instituts de formation sont directement issus de l'École freudienne de Paris, tandis que d'autres écoles lacaniennes ont une origine indépendante. Ces associations sont toutes freudiennes d'inspiration lacanienne. Les sociétés issues de la dissolution en 1980 de l'EFP (École freudienne de Paris), autres que par exemple le CFRP (Centre de formation et de recherches psychanalytiques), « continuent de se réclamer de la législation lacanienne en matière de formation, c'est-à-dire de la procédure de la passe », explique Élisabeth Roudinesco au chapitre final de Histoire de la psychanalyse en France.2 1925-1985, intitulé « Cent ans de psychanalyse : état des lieux ». Ce sont les Cartels constituants de l'analyse freudienne (CCAF), la Convention psychanalytique (CP), l'Association freudienne (AF), l'École freudienne (EF) et l'École lacanienne de psychanalyse (ELP). Selon Roudinesco, le CFRP « reconduit un mode de fonctionnement, de nomination et de formation calqué sur les procédures de type libéral adoptées par l'APF après 1968 et par le Quatrième Groupe en 1969 » : tout en portant bien « la marque de l'héritage lacanien », il s'en sépare néanmoins en matière de formation psychanalytique.

## Écoles et sociétés issues de l'École freudienne de Paris
À la mort de Jacques Lacan, en 1981, les courants se sont multipliés.
| Groupe                                                     | Date de création | Date de dissolution | Fondateurs | Commentaires |
| ---------------------------------------------------------- | --- | --- | --- | --- |
| École freudienne de Paris                                  | 1964 | 1980 | Jacques Lacan | Dissolution pour cause de mouvements divergents internes. |
| Cause freudienne                                           | 1980, école jamais créée pour cause de dissensions entre Jacques-Alain Miller, qui créa l'École de la cause freudienne, et Charles Melman, lequel fonda en 1982 l'Association freudienne devenue l'Association lacanienne internationale, la plus importante en nombre des associations lacaniennes. | 1980, école jamais créée pour cause de dissensions entre Jacques-Alain Miller, qui créa l'École de la cause freudienne, et Charles Melman, lequel fonda en 1982 l'Association freudienne devenue l'Association lacanienne internationale, la plus importante en nombre des associations lacaniennes. | 1980, école jamais créée pour cause de dissensions entre Jacques-Alain Miller, qui créa l'École de la cause freudienne, et Charles Melman, lequel fonda en 1982 l'Association freudienne devenue l'Association lacanienne internationale, la plus importante en nombre des associations lacaniennes. | 1980, école jamais créée pour cause de dissensions entre Jacques-Alain Miller, qui créa l'École de la cause freudienne, et Charles Melman, lequel fonda en 1982 l'Association freudienne devenue l'Association lacanienne internationale, la plus importante en nombre des associations lacaniennes. |
| École de la cause freudienne                               | 1981 | Toujours en activité | Jacques-Alain Miller | Issue de la dissolution de l’école freudienne de Paris |
| Cercle freudien                                            | 1981 | Toujours en activité | Michèle Abbaye, Olivier Grignon, Jacques Hassoun, Pascale Hassoun et Claude Rabant | Issue de la dissolution de l’école freudienne de Paris |
| Fédération des ateliers de psychanalyse                    | 1982 | Toujours en activité | Pierre Delaunay, Michel Guibal, Lucien Mélèse, Radmila Zygouris | Issue de la dissolution de l’école freudienne de Paris |
| Centre de formation et de recherches psychanalytiques      | 1982 | 1993 | Octave Mannoni, Maud Mannoni et Patrick Guyomard | Issue de la dissolution de l’école freudienne de Paris |
| Mouvement du coût freudien                                 | 1983 | Toujours en activité | Jean-Pierre Winter, Alain Didier-Weill, Jean-Jacques Rassial | Issue de la dissolution de l’école freudienne de Paris |
| Cartels constituants de l'analyse freudienne               | 1983 | Toujours en activité | Collectif | Issue de la dissolution de l’école freudienne de Paris |
| École freudienne                                           | 1983 | Toujours en activité | Solange Faladé | |
| École lacanienne de psychanalyse                           | 1985 | Toujours en activité | Collectif | |
| Association lacanienne internationale                      | 1982 | Toujours en activité | Charles Melman, Marcel Czermak, Claude Dorgeuille, Jean Bergès et quelques autres | |
| Espace analytique                                          | 1994 | Toujours en activité | Maud Mannoni | Issue de la dissolution du Centre de formation et de recherches psychanalytiques |
| Société de psychanalyse freudienne                         | 1994 | Toujours en activité | Patrick Guyomard | Issue de la dissolution du Centre de formation et de recherches psychanalytiques |
| École de psychanalyse des forums du champ lacanien (EPFCL) | 1998 | Toujours en activité | Colette Soler | Scission avec l’École de la cause freudienne |
| Association de psychanalyse Jacques Lacan (APJL)           | 2002 | Dissoute | Pierre Bruno, Isabelle Morin, Marie-Jean Sauret | Scission avec l'École de psychanalyse du champ lacanien |

## Synthèse graphique

Le mouvement psychanalytique en France, entre 1926 et 2006.

## Écoles et sociétés lacaniennes non issues directement de scissions
| Groupe                                                                         | Date de création | Date de dissolution | Fondateurs                                                          |
| ------------------------------------------------------------------------------ | ---------------- | ------------------- | ------------------------------------------------------------------- |
| Fédération freudienne de psychanalyse                                          | 1996             | -                   | Dr Jean-Louis Andréani, Marie-Hélène Bougrain-Dubourg, Éric Ruffiat |
| Fédération européenne de psychanalyse et l'école psychanalytique de Strasbourg | 2000             | -                   |                                                                     |
| Insistance                                                                     | 2002             | -                   | Alain Didier-Weill                                                  |
| Institut des hautes études en psychanalyse                                     | 2003             | -                   | René Major                                                          |
| Le Pari de Lacan                                                               | 2017             | -                   | Créé par d'anciens membres de l'APJL                                |